# Urocotyledon
Genre
Urocotyledon est un genre de gecko de la famille des Gekkonidae.

## Répartition
Les espèces de ce genre se rencontrent en Afrique subsaharienne, des Seychelles à la Tanzanie.

## Liste des espèces
Selon The Reptile Database (10 mai 2023) :
- Urocotyledon inexpectata (Stejneger, 1893)
- Urocotyledon norzilensis Lobón-Rovira, Rocha, Gower, Perera & Harris, 2022
- Urocotyledon palmata (Mocquard, 1902)
- Urocotyledon rasmusseni Bauer & Menegon, 2006
- Urocotyledon weileri (Müller, 1909)
- Urocotyledon wolterstorffi (Tornier, 1900)

L'espèce U. norzilensis était auparavant rattachée à l'espèce U. inexpectata.

## Publication originale
- Kluge, 1983 : Cladistic relationships among gekkonid lizards. Copeia, vol. 1983, no 2, p. 465-475.